# Irma Sofia Marienhoff
Irma Sofia Marienhoff (Buenos Aires 30 de junio de 1926 - 15 de abril de 2008) fue una abogada, socióloga, procuradora, docente y política Argentina. Integró también la asociación de Damas Pro Glorias Mendocinas.
Fue Secretaria de Cultura por Avellaneda y Socia fundadora del Mozartem Argentino, siendo una importante difusora de la música clásica. Junto a su madre Sofía, fundó en Mendoza una escuela de Higiene y buenos modales destinada a la gente de bajos recursos el pueblo El Central, que había sido fundado por su padre.

## Vida
Hija menor del ingeniero Julio Marienhoff y de Sofia Pavlovsky. Su infancia transcurrió en El Central. Curso estudios primarios y secundarios en la ciudad de Mendoza, obteniendo el título de maestra normal nacional, y como aporte al medio que la rodeaba, junto con su madre Sofía, fundó la primera escuela de "higiene y buenos modales" que funcionó en aquella ciudad, destinada a la gente modesta de la zona, y luego lograron la creación de la escuela José Hernández de esa ciudad.
Dejaron con su familia la provincia de Mendoza para instalarse en Buenos Aires. En la UBA se recibió de abogada, y cursó y se graduó además en Sociología, en la misma Universidad, luego ejerció la docencia universitaria, y participó en distintas investigaciones en el campo sociológico integrando equipos dirigidos por el profesor Gino Germani en Argentina y por la doctora Marianne Frostig, en los Estados Unidos. 
A partir de la muerte de su madre en 1951 llevó una vida discreta y alejada, incluso de sus círculos familiares más íntimos. No obstante ese alejamiento conservó importantes recuerdos y documentos relacionados con la historia, tradición y orígenes rusos de su familia. Por los Marienhoff, era la última de siete hermanos que estaba con vida y por los Pavlovsky, era la última superviviente de una generación de 32 nietos, algo que le gustaba evocar, ya que era una apasionada de la genealogía. Su amor por la música clásica, heredado de su madre, la llevó a ser socia fundadora del Mozarteum Argentino, y en su casa se realizaban frecuentes tertulias a las cuales asistían destacadas figuras del ámbito musical y cultural en general. Su vinculación al mundo de la cultura la llevó aceptar diversos cargos en el área cultural de distintos gobiernos, sobre todo del doctor Arturo Frondizi.
En 1950, contrajo enlace matrimonial con el doctor Kurt Bellak (1908-1981). La doctora Irma Marienhoff, conoció el dolor familiar de la "tragedia Marienhoff" a través del duelo perdurable de sus padres, donde murieron 3 hermanos adolescentes, en el terremoto de 1920. Sin embargo, supo con su talento y cultura, sobrellevarlo, y realizar una vida digna y solidaria.
- Datos: Q5920421